# Англси (аэропорт)
Аэропорт Англси (англ. Anglesey Airport, валл. Maes Awyr Môn), также RAF Valley (ИАТА: VLY, ИКАО: EGOV) — аэропорт, принадлежащий властям графства Остров Англси и находящийся на территории, арендованной у военных властей. Аэропорт находится на острове Англси, Уэльс. Арендованная территория принадлежит RAF Valley, базе Королевских ВВС, на которой проходят обучение на BAE Hawk будущие пилоты.
Планы по развитию гражданского авиасообщения были предложены в 2006 году Национальная ассамблеей Уэльса, в результате чего было открыто сообщение между Англси и Международным аэропортом Кардиффа. Главная цель такого авиасообщение — улучшение экономических связей Англси и столицы Уэльса, а также с северным Уэльсом в целом. С мая 2007 два раза в день осуществляет рейсы Highland Airways. Обсуждается открытие рейсов в Дублин, Лондон и Амстердам.
До открытия авиасообщения в Кардифф можно было попасть автомобильным и железнодорожным транспортом, путь был долог и труден; сегодня самолёт на этот путь тратит 40-45 минут.
Стоимость нового терминала составляет 1,000,000 фт. ст., генеральным подрядчиком является компания Yorkon. Здание было построено за пределами участка аэропорта и было присоединено к нему по завершении строительства. Терминал — отдельно стоящее одноэтажное здание, в котором расположены зал вылета, стойки регистрации, багажное отделение и другие сервисы.
Основными владельцами аэропорта Англси являются:
- RAF Valley
- Национальная ассамблея Уэльса
- Совет графства Остров Англси
- аэропорт Кардиффа

## Авиакомпании и назначения
- Highland Airways (Кардифф)